# Галицько-Волинський літопис
Га́лицько-Воли́нський літо́пис — літопис XIII століття, присвячений історії Галичини і Волині. Зберігся в Іпатіївському літописному зведенні. Охоплює події 1201—1292 років. Вважається головним джерелом з історії Галицько-Волинського князівства.
За повнотою відображення специфічних українських мовних ознак Галицько-Волинський літопис перевершив минулі літописні зведення («Повість минулих літ», Київський літопис ХІІ ст.) і не поступається іншим писемним творам ХІІІ ст. Хлєбниковський список Галицько-Волинського літопису є пам'яткою української мови.

## Опис
Спочатку літопис складався з окремих історичних повістей. Лише при створенні загального зведення було внесено хронологію. За змістом і мовно-стилістичними особливостями Галицько-Волинський літопис поділяється на дві частини: Галицький літопис (1201—1261), складений у Галичі, в основу якого покладено літописання часів князя Данила Романовича і Волинський літопис (1262—1291), складений на Волині, який більше відображав історичні волинські землі за князювання Василька Романовича та його сина Володимира.
Невідомі автори Галицько-Волинського літопису (можливо, дружинники) були ідейними виразниками інтересів тих соціальних сил, на які спиралася князівська влада в боротьбі проти великих бояр, а також пригнобленого народу. Основний текст літопису пронизує ідея єдності Русі, оборона її від зовнішніх ворогів.
Значне місце в Галицько-Волинському літописі посідає історія культури Галицько-Волинського князівства.
Літопис пронизаний християнським духом, оскільки його писали монахи. Ми можемо прослідкувати це у літописі. Наприклад: Данило змушений був іти до Золотої Орди і просити «ярлик» (дозвіл, грамота) щоб могти керувати, і одним із завдань, щоб отримати «ярлик» було поклонитися «кущу» (один із символів віри ординців), і Данило відмовився це робити, оскільки це порушувало християнські засади князя (згодом — короля). Також упродовж усього літописного твору згадують про незадоволення князя Данила Київською митрополією, тому він намагався створити свою — Галицьку.
- «Повість временних літ» (ПВЛ)
- Продовження Південного ПВЛ 1110–1116
- «Київський літопис»
- «Галицько-Волинський літопис»
- Продовження «Густинського літопису»